# Spornammer

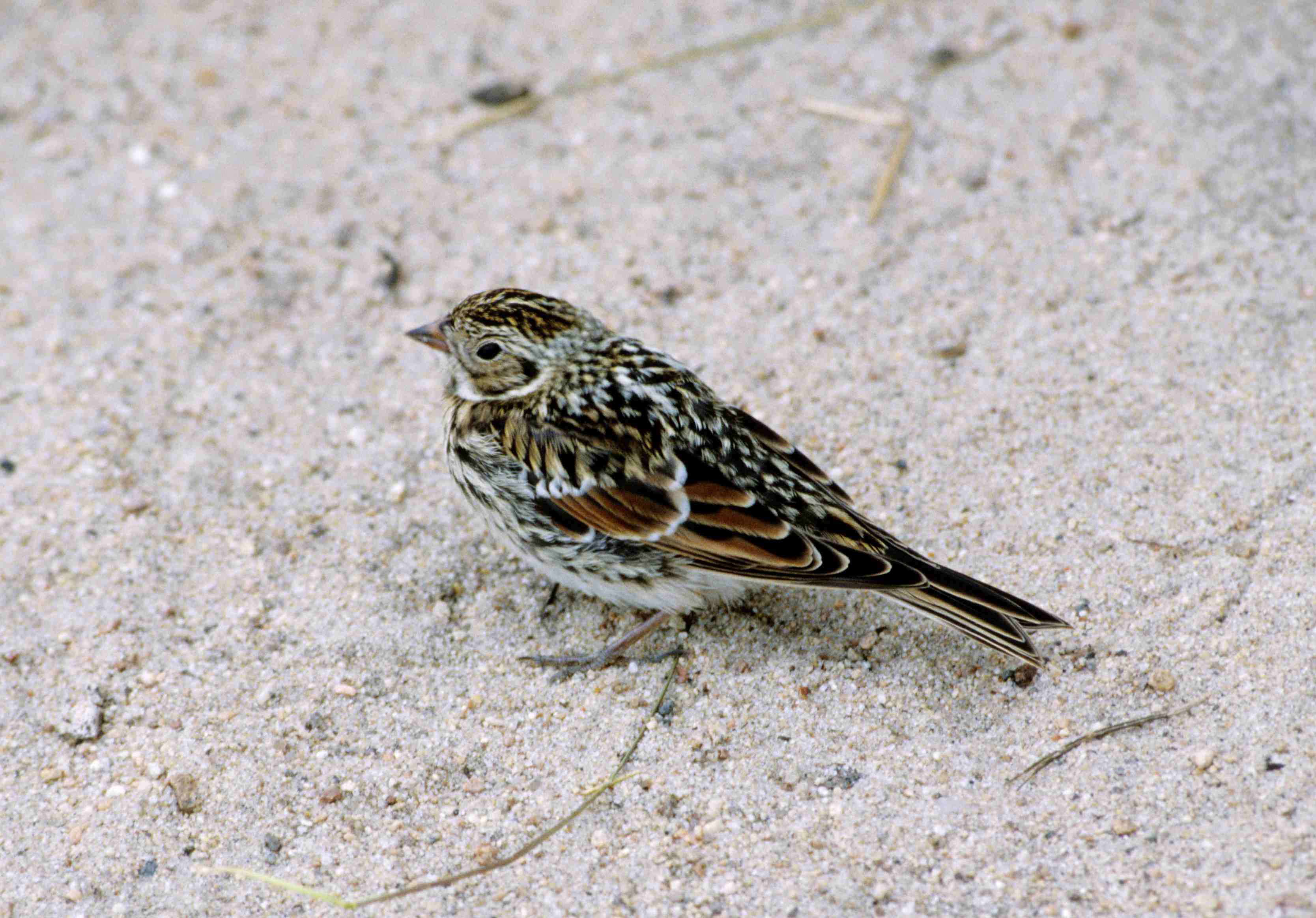
Spornammer, Weibchen

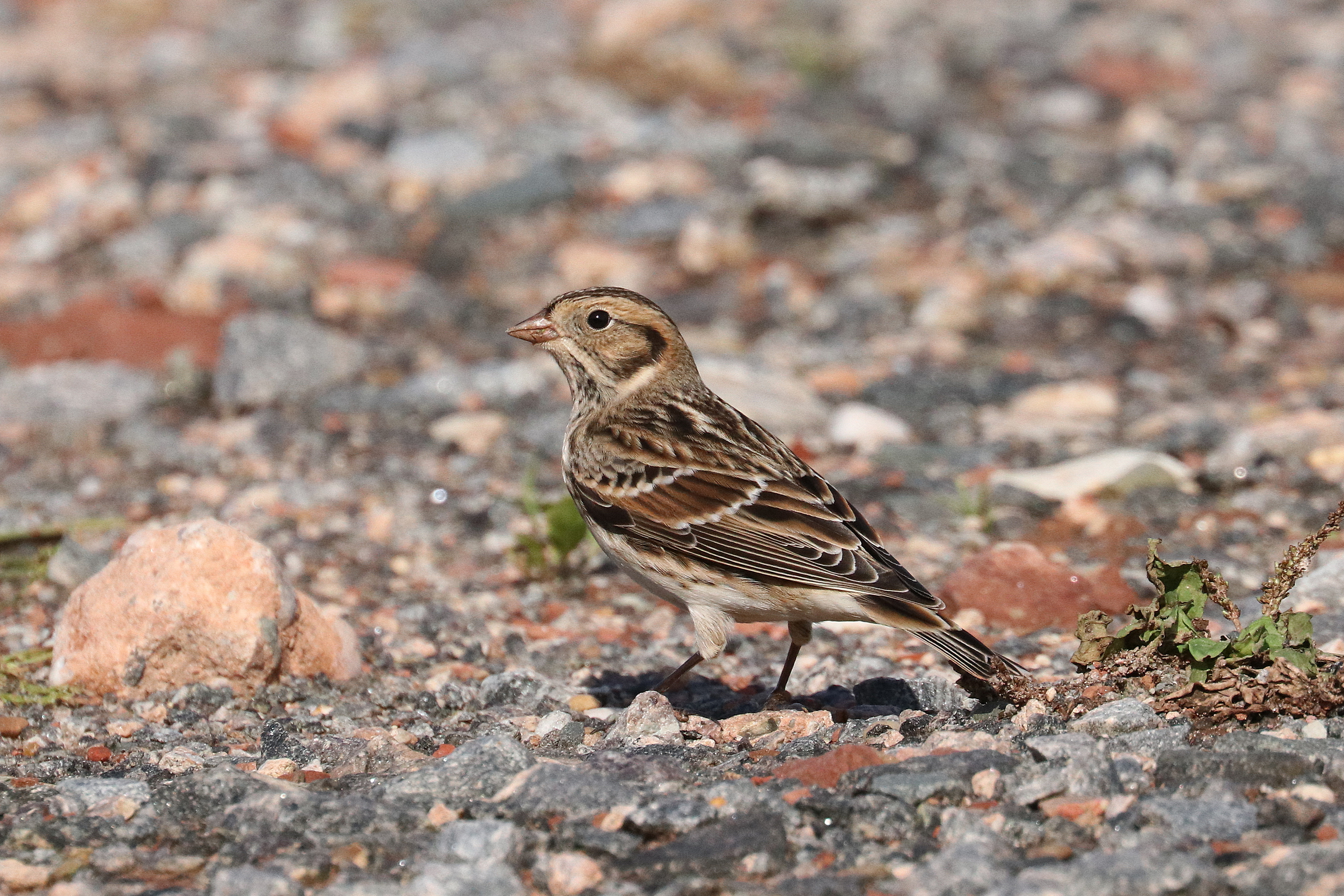
Spornammer im Schlichtkleid

Verbreitung der Spornammer:
Brutgebiete
Migration
Überwinterungsgebiete
Streifzüge (Saisonalität unsicher)

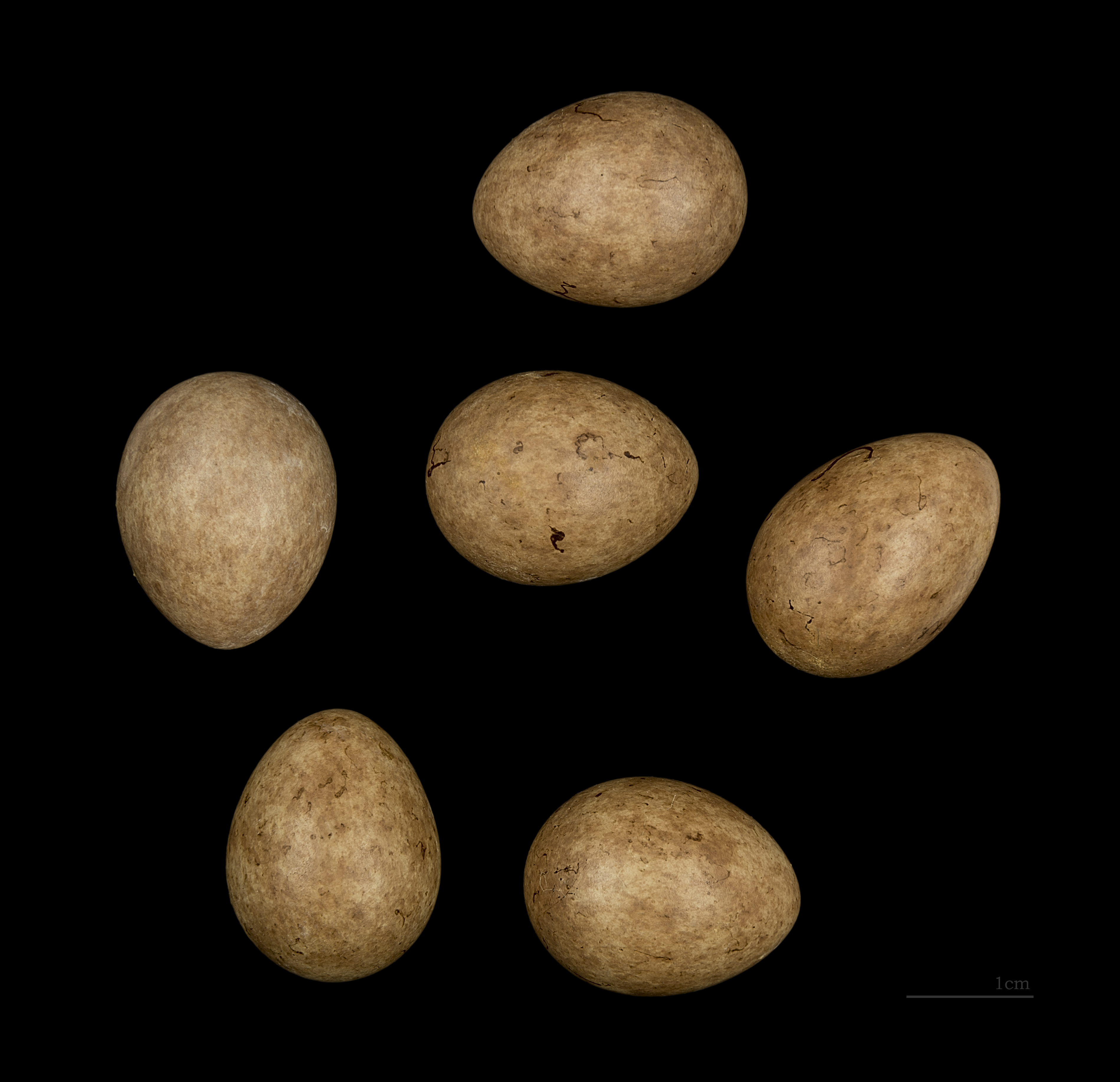
Gelege der Spornammer (Calcarius lapponicus) in der Sammlung des MHNT

Die Spornammer (Calcarius lapponicus) ist eine Vogelart, die lange in die Familie der Ammern (Emberizidae) eingeordnet wurde, heute aber in der relativ wenige Arten umfassenden Familie der Tundraammern (Calcariidae) steht. Sie brütet, ähnlich wie die Schneeammer, meistens in nördlichen Tundragebieten.
Ihre Nahrung besteht im Sommer zum größten Teil aus Mücken, die in der Tundra zu Massen auftreten. Im Winter frisst sie, wie die anderen Spornammern-Arten, überwiegend Sämereien.

## Beschreibung
Die Spornammer ist knapp goldammergroß, kräftig gebaut und besitzt einen eher kurzen Schwanz. Die Handschwingenprojektion ist, ähnlich wie bei der Schneeammer, recht lang, sodass die Flügelspitzen bis zur halben Schwanzlänge reichen. Die Hinterkralle, auch Halluxkralle oder „Sporn“ genannt, ist mindestens so lang oder länger als die Zehe selbst, was kennzeichnend für Ammern der Gattung Calcarius ist.
Im Prachtkleid ist das Männchen der Spornammer unverwechselbar. Der schwarze Kopf besitzt einen auffälligen weißen Überaugenstreif, der sich über die Ohrendecken bis zu den Brustseiten zieht. Die Beine sind dunkel, der Schnabel zeigt eine strohgelbe Färbung mit schwarzer Spitze. Der Bauch ist weiß und kontrastiert damit zur schwarzen Brust. Rücken und Schultern sind schwarz-weiß gestreift. Die mittleren Armdecken sind schwarz und tragen weiße Spitzen. Der Nacken des Männchens ist rotbraun, ein Merkmal, das sich auch bei weiblichen Vögeln wiederfindet. Diese unterscheiden sich im Prachtkleid von männlichen Vögeln, durch das Fehlen des schwarzen Kopfes, der schwarzen Brust und der schwarzen Kehle. Stattdessen findet sich auf der Kehle ein weißer Fleck, der oberhalb meist von einem dunkelgrauen Kragen begrenzt wird. Der sich fortsetzende, z-förmige Überaugenstreif ist beim Weibchen bräunlich-beige. Die Wange besitzt eine schwarze, kommaförmige Zeichnung, welche in einen schwarzen Bartstreif übergeht. Der Schnabel der Weibchen ist blasser gelb als bei Männchen. In seltenen Fällen können weibliche Vögel den Männchen stärker ähneln. Sie sind jedoch stets anhand des niemals ganz schwarzen Kopfes und dem längeren Überaugenstreif von diesen zu unterscheiden. Der Überaugenstreif des Weibchens erreicht den Schnabel zumindest nahezu, während der des Männchens zwei Millimeter vor diesem endet.
Im Schlichtkleid unterscheiden sich adulte Tiere und diesjährige Vögel geringfügiger. Schwarze, weiße und rotbraune Kopfpartien sind nun überwiegend beige gefärbt. Der Schnabel ist blasser. Im Flügel ist ein rostrotes Feld zu erkennen, das oben und unten von je einer weißen Flügelbinde eingerahmt wird. Die Flügelbinden werden von den weißen Spitzen der mittleren und großen Armdecken gebildet und sind vor allem im frischen Kleid gut zu sehen.
Jungvögel sind häufig an den mehr oder weniger stark ausgeprägten, gelben Federrändern von adulten Tieren zu unterscheiden. Die Kopfseiten sind bräunlich oder gelblich, während die Ohrendecken am Hinterrand von dunkeln Schaftstreifen gesäumt werden. Kinn und Kehle sind bräunlichweiß, so wie auch der Bauch und die Brust, welche gleichmäßig von schwarzen Längsstreifen gezeichnet wird. Ein charakteristisches, rostbraunes Flügelfeld mit zwei weißen Flügelbinden ist auch bei Jungvögeln bereits vorhanden. Eine genaue Altersbestimmung ist oft schwierig und nur unter guten Beobachtungsbedingungen möglich.

## Lebensraum
Die Spornammer kommt als Wintergast in Europa im nördlichen Frankreich und Deutschland sowie in Dänemark vor. Im Osten gibt es ein größeres Überwinterungsgebiet oberhalb des Schwarzen Meeres östlich bis zur Pazifikküste. Ihre Brutgebiete liegen in Norwegen, Schweden und dem nördlichen Russland. Hier lebt sie im Fjell und in der Tundra oberhalb der Baumgrenze, überwiegend in hügeligem, felsenfreiem Gelände mit Zwergsträuchern. Die Spornammer kommt außerdem in den subarktischen, teilweise arktischen Gebieten Kanadas und Alaskas sowie im Süden und Westen Grönlands vor. Diese Populationen überwintern im Norden der Vereinigten Staaten.

## Gesang
Im Flug singt sie eine kurze, teilweise trillernde Strophe, die an eine Heckenbraunelle erinnert. Während der Brutzeit ruft sie, teils im Singflug, „tjüb“, „tije“ oder „drü“, während sie mit zitternden Flügeln herabsegelt.

## Brutpflege
Wie bei der Schneeammer sind die Männchen als erste am Brutplatz, um ihre Reviere abzugrenzen. Sobald der Großteil des Schnees abgeschmolzen ist, beginnen sie mit den Nestbau. Das Nest, das aus feinem Gras, Moos und aus Wurzeln gebaut ist, wird von innen mit Gras und Haaren gepolstert. Das Weibchen legt 5–6 grünlich bis bräunliche, etwa 21 mm große Eier. Pro Jahr wird einmal gebrütet, und es dauert etwa 12–14 Tage, bis die Küken schlüpfen.

## Systematik
Die folgenden fünf Unterarten werden unterschieden:
- C. l. subcalcaratus, (Brehm 1826) – Nordkanada und Grönland
- C. l. lapponicus (Linnaeus, 1758) – Nordeurasien
- C. l. kamtschaticus Portenko, 1937 – Nordost-Sibirien
- C. l. alascensis Ridgway, 1898 – äußerst östliches Sibirien, Alaska und Nordwest-Kanada
- C. l. coloratus Ridgway, 1898 – Kommandeurinseln